# Novaki Bizovački
Novaki Bizovački est un village de la municipalité de Bizovac (Comitat d'Osijek-Baranja) en Croatie. Au recensement de 2011, le village comptait 203 habitants.